# Pneumatopteris obliqua
Pneumatopteris obliqua är en kärrbräkenväxtart som beskrevs av Holtt. Pneumatopteris obliqua ingår i släktet Pneumatopteris och familjen Thelypteridaceae. Inga underarter finns listade.